# 11P/Tempel-Swift-LINEAR
11P/Tempel-Swift-LINEAR este o cometă periodică din sistemul solar cu o perioadă de aproximativ 6,37 ani. A fost descoperită de Wilhelm Tempel  (Marseille) pe 27 noiembrie 1869 și ulterior observată de Lewis Swift (Observatorul Warner) pe 11 octombrie 1880.